# Signe des Anciens

Le signe des Anciens (Elder sign en anglais), comme calligraphié par Lovecraft dans une lettre de 1930 à Clark Ashton Smith.

Le signe des Anciens (Elder Sign) est un symbole fictionnel issu de l'œuvre littéraire de l'écrivain américain Howard Phillips Lovecraft. Le signe est mentionné une première fois dans la longue nouvelle La Quête onirique de Kadath l'inconnue (The Dream Quest of Unknown Kadath, 1926), bien qu'il ne soit pas décrit précisément : « The farmer and his wife would only make the Elder Sign and tell him the way to Nir and Ulthar. »
Par la suite, le signe des Anciens est réemployé dans les romans et nouvelles des écrivains August Derleth et Brian Lumley. Ceux-ci l'interprètent comme un talisman capable d'offrir une protection contre les créatures du cycle littéraire du Mythe de Cthulhu.

## « Mythe de Derleth »

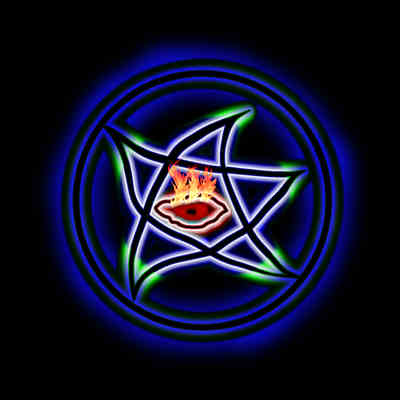
Le signe des Anciens calqué sur la version décrite par August Derleth, notamment dans son roman The Lurker at the Threshold (1945).